# Lamborghini Athon

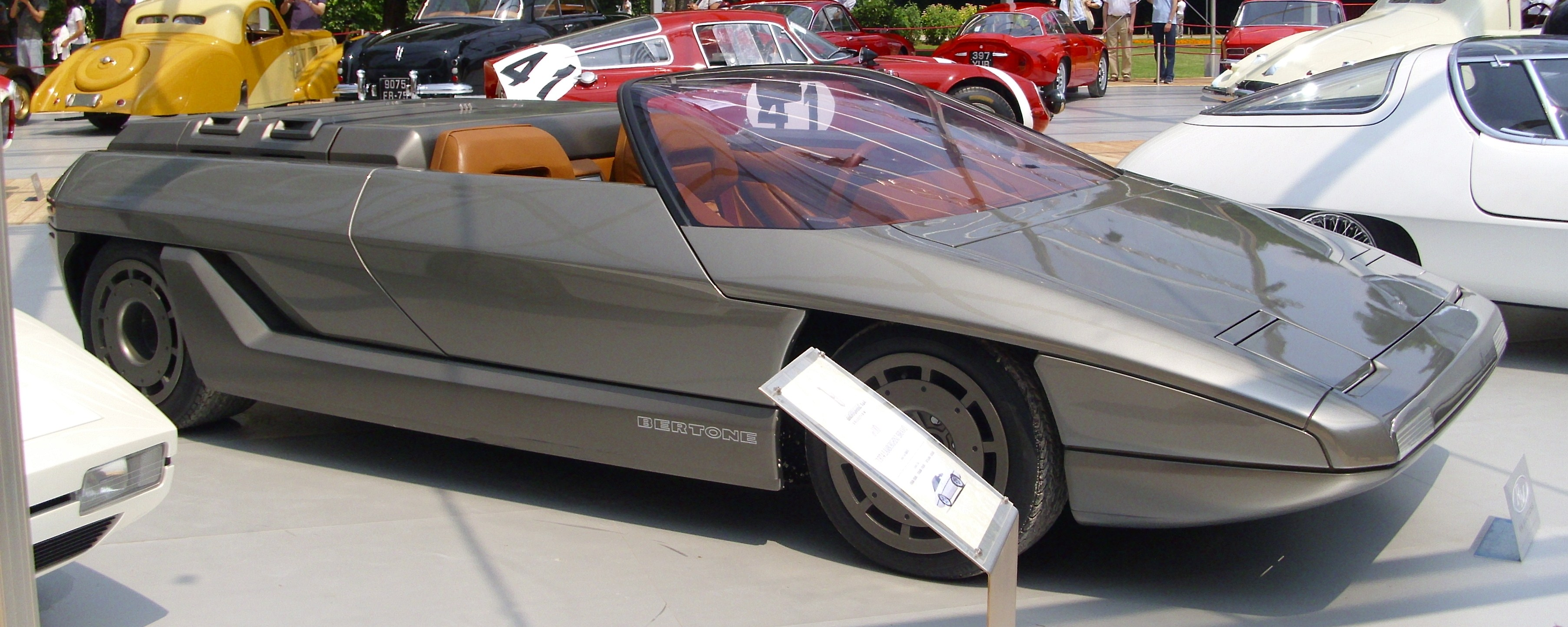
Lamborghini Athon 1980 zijkant

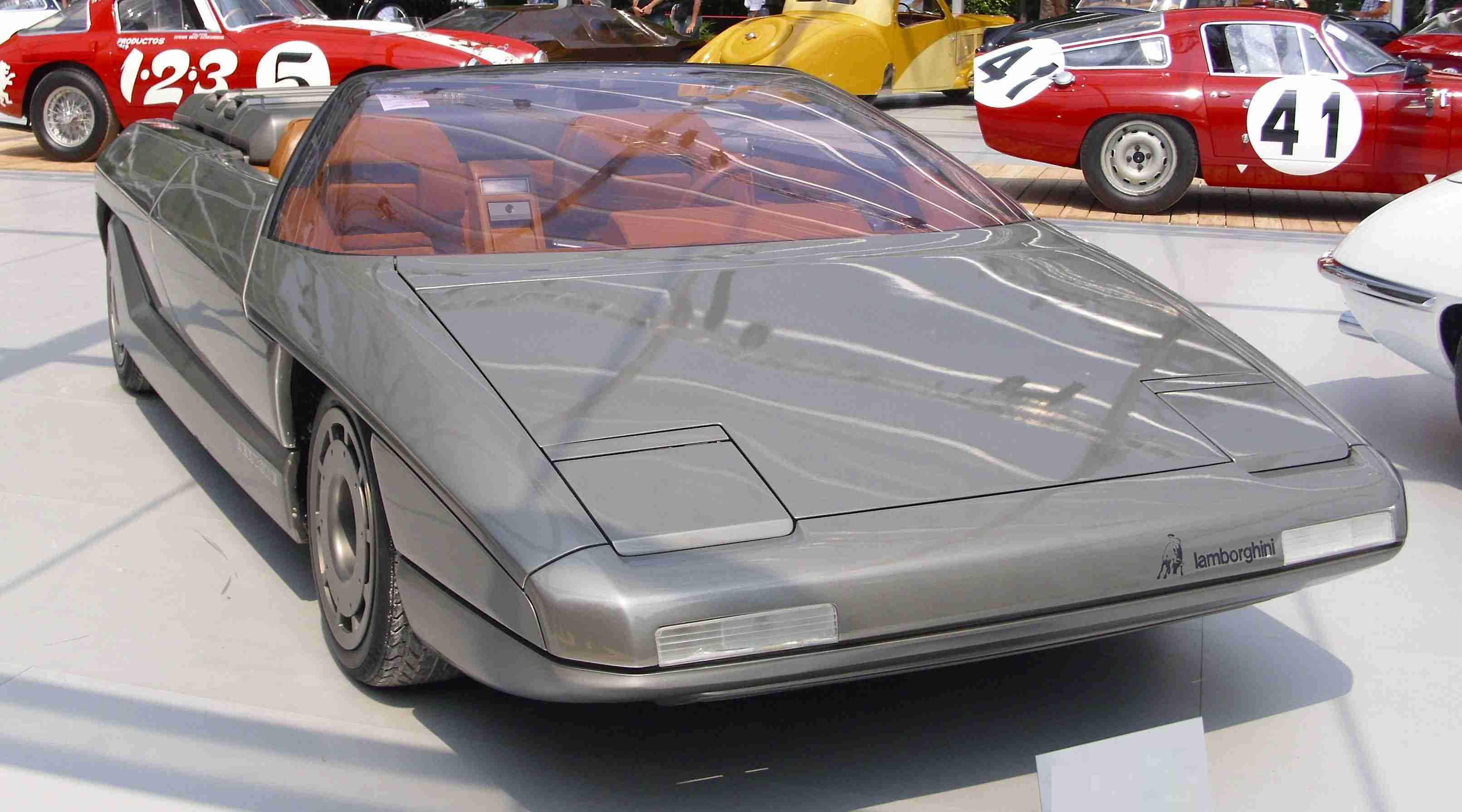
Lamborghini Athon 1980 voorkant

De Lamborghini Athon is een futuristisch ogende conceptauto uit 1980, ontworpen door Bertone voor Lamborghini. De auto werd gepresenteerd op autoshow van Turijn in 1980. De Lamborghini Athon is nooit in productie gegaan.

## Ontwerp
De naam is geleend van de oude Egyptische zonnegod Aton, wel toepasselijk aangezien de Athon een open tweezitter is, bedoeld voor zonnig weer. De Lamborghini Athon werd ontworpen door Marc Deschamps van Bertone. De auto heeft een sciencefiction-achtig uiterlijk, wat wel typerend is voor die tijd. 
De techniek en het chassis werden overgenomen van de Lamborghini Silhouette. De motor was een 3 liter V8. De auto was zilverkleurig, met een bruin futuristisch interieur. Met name het dashboard was een eye-catcher. De auto had ook een telefoon, wat bijzonder was in 1980.

## Niet in productie
De  Lamborghini Athon is nooit in productie gegaan, mede door de financiële problemen van Lamborghini in die periode. Na de introductie van de auto op de Turijnse autoshow, verdween de auto naar het Bertone-museum. In mei 2011 werd de auto geveild voor $ 487.000.